# Heliocausta
Heliocausta is een geslacht van vlinders van de familie sikkelmotten (Oecophoridae), uit de onderfamilie Oecophorinae.

## Soorten
- H. acmaea Meyrick, 1887
- H. acosmeta Turner, 1896
- H. arrhodea Turner, 1917
- H. atoecha Meyrick, 1886
- H. coenosa (Meyrick, 1883)
- H. complanula Turner, 1896
- H. crocoxantha Meyrick, 1887
- H. crypsichroa (Lower, 1893)
- H. charodes Lower, 1920
- H. demotica (Meyrick, 1883)
- H. elaeodes Meyrick, 1883
- H. endoleuca (Meyrick, 1887)
- H. epidesma Meyrick, 1886
- H. eudoxa Meyrick, 1886
- H. eugramma (Lower, 1894)
- H. euselma Meyrick, 1883
- H. floridula Meyrick, 1913
- H. gypsopyga Meyrick, 1914
- H. habrocosma (Meyrick, 1883)
- H. hemiscia Meyrick, 1883
- H. hemiteles Meyrick, 1883
- H. holoclera (Meyrick, 1887)
- H. idiosema Turner, 1917
- H. incarnatella (Walker, 1864)
- H. inclusella (Walker, 1864)
- H. insana Meyrick, 1921
- H. iospila (Meyrick, 1887)
- H. iozona Lower, 1893

- H. mellichroa (Lower, 1897)
- H. metallota (Meyrick, 1883)
- H. mimica Meyrick, 1887
- H. ocellifera (Meyrick, 1883)
- H. parthenopa Meyrick, 1883
- H. pelosticta Meyrick, 1883
- H. pericosma Lower, 1903
- H. phanozona Turner, 1896
- H. phylacopis Meyrick, 1887
- H. phylarcha Meyrick, 1883
- H. plausibilis Meyrick, 1913
- H. poliarcha (Meyrick, 1887)
- H. protoxantha Meyrick, 1883
- H. rhizobola (Meyrick, 1887)
- H. rhodopleura (Turner, 1898)
- H. rhodoxantha Meyrick, 1887
- H. rufogrisea Meyrick, 1883
- H. sarcophaea Meyrick, 1921
- H. sarcophanes Meyrick, 1887
- H. sarcoptera (Lower, 1897)
- H. semiruptella (Walker, 1864)
- H. severa Meyrick, 1883
- H. simplex Turner, 1896
- H. spatiosa Meyrick, 1921
- H. triphaenatella (Walker, 1864)
- H. unguentaria Meyrick, 1921
- H. xanthisma Turner, 1917